# گلومی خرس سرکش
گلومی خرس سرکش (به ژاپنی: いたずらぐまのグル～ミ～، هپبورن: Itazuraguma no Gloomy) انیمهٔ سریالی ژاپنی تهیه‌شده توسط ناز می‌باشد. این سریال از آوریل تا ژوئن سال ۲۰۲۱ در ژاپن پخش می‌شد و به‌صورت جهانی از طریق یوتیوب، توئیتر و اینستاگرام استریم می‌شد.

## خلاصه
گلومی هنگامی که هنوز یک بچه خرس بود طرد شد و توسط پیتی صاحب کنونی خود نجات یافت. پیتی زمانی یک خرس تدی داشت که توسط مادرش دور انداخته شد بنابراین ایشان به خودش قول داده که هرگز گلومی را رها نکند. و گلومی نیز که یک حیوان وحشی است دائماْ به پیتی حمله می‌کند.

## شخصیت‌ها
گلومی (グル~ミ~ Guru ~ mi ~)
صداگذاری شده توسط: کوئیچی یامادرا
پیتی-کون (ピティーくん Pitī-kun)
صداگذاری شده توسط: ناتسوکی هانائه